# Bolesław Klecha
Bolesław Klecha (ur. 10 września 1917 w Warznie, zm. 14 maja 2014 Macclesfield) – polski lotnik wojskowy – podpłukownik pilot Wojska Polskiego i brytyjskich Królewskich Sił Powietrznych.

## Życiorys

### Okres przedwojenny
Urodził się w Warznie, leżącym w gminie Szemud. W 1923 roku razem z rodzicami i dziesięciorgiem rodzeństwa przeprowadził się do Wejherowa. Uczęszczał tam do szkoły podstawowej kończąc ją w 1928 roku. W 1934 roku rozpoczął kurs szybowcowy w Ustrzykach Dolnych. W 1936 roku zdał maturę w jednym z wejherowskich gimnazjów. W 62. pułku piechoty w Bydgoszczy przeszedł kurs podchorążych. Następnie 1938 roku przyjęto go do dęblińskiej „Szkoły Orląt” gdzie szkolił się na pilota liniowego. Udało mu się ukończyć szkolenie w ostatniej promocji przed wybuchem wojny.

### Okres II wojny światowej
Po 1 września z całą rezerwową eskadrą szkolną został przeniesiony na polowe lotnisko Żyrzyn. Stacjonowały tam samoloty PZL.23 Karaś. Przez pięć dni w okresie 10–15 września wykonywane były loty bojowe, a 17 września jednostka otrzymała rozkaz ewakuacji do Rumunii. Następnie wyjechał do Bejrutu i dalej do Marsylii. Po dotarciu do Francji skierowany został do bazy w Lyonie. Ze względu na brak możliwości skierowania na front dzięki angielskiej misji wojskowej w listopadzie 1939 roku przedostał się do Anglii. Tam w bazie lotniczej Eastchurch przechodził szkolenie wojskowe, a później operacyjne na samolocie bombowym Wellington. Ukończenie szkolenia pozwoliło mu uzyskać przydział do polskiego 300. dywizjonu bombowego „Ziemi Mazowieckiej”. Do jego zadań należały loty bojowe nad terytorium III Rzeszy, Holandii i Francji. Podczas dziesiątego bombardowania Hamburga w dniu 25 czerwca 1941 roku jego samolot utracił jeden z silników przez ostrzał artylerii przez co był zmuszony do wodowania na morzu. Manewr udał się po czym załoga, która opuściła samolot wysłała gołębia pocztowego ze swoją pozycją, dzięki czemu podjął ich angielski poławiacz min.
Po swoim 34 locie bombowym Klecha został skierowany do Bramcote w celu szkolenia nowych załóg bombowych. Później latał w 43 Grupie Transportowej w Dorval. Po przystąpieniu Stanów Zjednoczonych do wojny nastąpiło przebazowanie części samolotów do Europy. W 22 lotach transportowych miał okazję pilotować takie maszyny jak: B-25 Mitchell, DB-7 Boston, C-47 Skytrain, B-17 Flying Fortres, B-26 Marauder, Lockheed Hudson. 
W 1945 roku został przeniesiony do 231 dywizjonu RAF, aby w 1948 roku trafić do 301 dywizjonu bombowego „Ziemi Pomorskiej”.

### Okres powojenny
Po tym czasie przeniesiony do 511 dywizjonu RAF który wykonywał misje dalekich lotów na Malaje, Arabii Saudyjskiej. Klecha zakończył swoją przygodę z lataniem w boju po wykonaniu 300 h nalotu w dniu 7 czerwca 1948 roku. Łącznie spędził za sterami samolotów 3000 h. 

## Życie prywatne
W 1945 roku ożenił się z angielką Yvonne Wadey, z którą zamieszkał w Londynie. Posiadali dwójkę synów i córkę. Po odejściu z wojska założył sklep cukierniczy oraz księgarnię. Był aktywnym członkiem Stowarzyszenia Lotników Polskich. W podeszłym wieku przeprowadził się do Macclesfield, gdzie zmarł i został pochowany. Przez cały okres powojenny utrzymywał kontakt z rodziną pozostającą w Polsce. Odwiedził kraj w 1962 roku na 50 rocznicę ślubu rodziców. Podczas pobytu w 1998 roku został członkiem Morskiego Klubu Seniorów Lotnictwa w Gdyni.

## Ordery i odznaczenia
- Krzyż Srebrny Orderu Virtuti Militari[3]
- Krzyż Walecznych – czterokrotnie[3]
- Srebrny Medal Lotniczy
- War Medal
- Defence Medal
- Aircrew Europe Star
- Gwiazda za Wojnę 1939–1945